# Atarjea
Atarjea é um município do estado de Guanajuato, no México.